# Carboneto de háfnio
O carboneto de háfnio (HfC), é um compósito que possui em sua composição carbono, na matriz cerâmica, e o háfnio, como parte metálica. Possui um elevado ponto de fusão, por volta de 3.953 °C, sendo utilizado na fabricação de reatores nucleares. Pode resistir às variações térmicas que resultam do movimento de um avião hipersônico nas camadas densas da atmosfera.